# سیارک ۷۴۳۹
سیارک ۷۴۳۹ (به انگلیسی: 7439 Tetsufuse، نامگذاری:1994XG1) هفت هزار و چهارصد و سی و نهمین سیارک کشف شده‌است که در ۶ دسامبر ۱۹۹۴ کشف شد.
قدر مطلق سیارک برابر ۲۴.۵ است.